# Lily James
Lily Chloe Ninette Thomson (sinh ngày 5 tháng 4 năm 1989), được biết đến với nghệ danh Lily James, là một nữ diễn viên người Anh. Cô đóng vai Lady Rose Aldridge trong bộ phim Downton Abbey của đài ITV và vai diễn trong bộ phim Lọ Lem của Disney năm 2015. Năm 2017 cô đóng vai Debora, người tình của nhân vật chính Baby, trong bộ phim hành động Baby Driver.
James bắt đầu sự nghiệp diễn xuất chuyên nghiệp của mình với vai Ethel Brown trong bộ phim Just William của BBC năm 2010. Trong năm 2011 và 2012, cô đã nhận được những đánh giá nồng nhiệt trong một số bộ phim truyền hình London. Cô đã bắt đầu xuất hiện trong các bộ phim của Hollywood vào năm 2012, với vai diễn trong phim Wrath of the Titans, Fast Girls và Baby Driver, và trong các vai diễn truyền hình nữ bá tước Natasha Rostova trong bộ phim truyền hình lịch sử năm 2016 của War & Peace.

## Cuộc đời
Lily James sinh ra ở Esher, Surrey, Anh, con gái của Ninette (nhũ danh Mantle), một nữ diễn viên, và nhạc sĩ James "Jamie" Thomson. Bà của cô, Helen Horton, là một nữ diễn viên người Mỹ. Cô bắt đầu học tại trường nghệ thuật biểu diễn Tring Park và sau đó tiếp tục học diễn xuất tại Trường Âm nhạc và Kịch Guildhall ở London, tốt nghiệp năm 2010.